# 俞家舍
俞家舍，位于中国广西壮族自治区北流市市区大兴街，为一个省级文物保护单位，类型为革命遗址及革命纪念建筑物，为第四批广西壮族自治区文物保护单位，公布时间为1994年7月8日。
俞家舍的历史年代为1924。